# Фридрих IV Гольштейн-Готторпский
Фридрих IV Гольштейн-Готторпский (нем. Friedrich IV von Schleswig-Holstein-Gottorf ; 18 октября 1671 — 19 июля 1702) — герцог Шлезвига, представитель Гольштейн-Готторпской династии, участник Северной войны. Генерал.

## Биография
Родился в замке Готторп, старший сын Кристиана Альбрехта Гольштейн-Готторпского и принцессы Фредерики Амалии Датской. 
12 мая 1698 года женился на принцессе Гедвиге Софии Шведской, и 30 апреля 1700 года у них родился сын Карл Фридрих — отец будущего российского императора Петра III.
Подружился со шведским королём Карлом XII, которому приходился двоюродным братом (по матери) и зятем — был женат на его сестре.
Требовал большей автономии от Дании, в 1699 году подвергся нападению датчан, но получил свои владения обратно и компенсацию по Травендальскому миру (1700).
Принял участие в Польском походе Карла XII, получил чин генерала шведской кавалерии. Погиб в самом начале битвы при Клишове.